# 卡雷拉 (法马利康新镇)
卡雷拉（葡萄牙語：Carreira）是葡萄牙布拉加区的一个堂区，位於法馬利康新鎮。总面积2.15平方公里，总人口1907人，人口密度887人/平方公里。